# 弗朗卡扎勒
弗朗卡扎勒（法語：Francazal，法語發音：[fʁɑ̃kazal]）是法国上加龙省的一个市镇，属于圣戈当区。

## 地理
弗朗卡扎勒（43°1'8"N, 0°59'49"E）面积5.46 平方千米，位于法国奧克西塔尼大區上加龙省，该省份为法国西南部内陆省份，西南端与西班牙接壤，自此顺时针与上比利牛斯省、热尔省、塔恩-加龙省、塔恩省、奥德省和阿列日省接壤。
与弗朗卡扎勒接壤的市镇（或旧市镇、城区）包括：卡扎韦、莫沃赞德普拉、普拉邦雷波、萨莱克、于罗、巴拉盖尔。

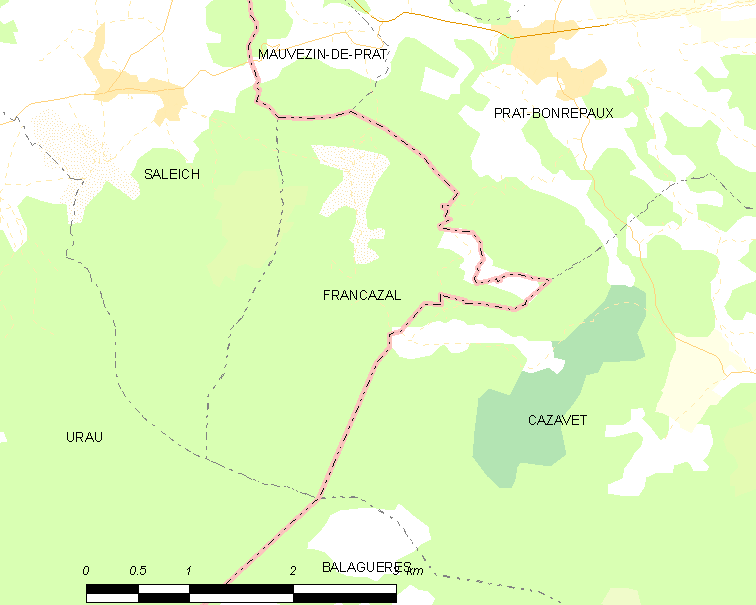
弗朗卡扎勒的OSM定位图

弗朗卡扎勒的时区为UTC+01:00、UTC+02:00（夏令时）。

## 行政
弗朗卡扎勒的邮政编码为31260，INSEE市镇编码为31195。

## 政治
弗朗卡扎勒所属的省级选区为巴涅尔德吕雄县。

## 人口

1962-2008年间弗朗卡扎勒人口变化图示

弗朗卡扎勒于2022年1月1日时的人口数量为28人。